# ダークシャドウ
ダークシャドウ（英: Dark Shadow、香：夜之影）とは日本の競走馬である。主な勝ち鞍は2011年のエプソムカップ、毎日王冠。

## 経歴

### デビュー前
2007年7月、「マチカネハツシマダの2007」の名でセレクトセールに出され、2500万円（消費税別）で取引される。競走馬名は父・ダンスインザダークの名前から連想した“暗い”に馬主の飯塚知一が使用する冠名“シャドウ”を組み合わせて付けられた。

### 2010年（3歳）
体質の弱さから春のクラシックシーズンに間に合わず、2010年4月24日の東京競馬場、芝2000メートルの3歳未勝利戦がデビュー戦となった。スタートで4馬身出遅れたが、上がり3ハロン33秒5を記録して差しきり勝利を収め、続く5月末の3歳500万円以下も差しきって2連勝とした。その後も間隔を開けてレースを使われたが、約3か月後の8月に臨んだ札幌競馬場の支笏湖特別では単勝1番人気に推されるもスタートで出遅れ、気性の若さも出して4着。続く中山競馬場のセントライト記念でも5着に敗れ、クラシック最終戦となる菊花賞への出走はならなかった。

### 2011年（4歳）
1月、京都競馬場の許波多特別にて、短期免許制度を利用して中央競馬に遠征してきていたフランシス・ベリーが初めて騎乗。このときは最後の直線で物見をして2着に敗れたが、2月の東京の調布特別では1番人気に応え、2着に3馬身差を付けて3勝目を挙げる。
4月、阪神競馬場で1600万円以下条件の難波ステークスに出走予定であったが除外され、同じ日に阪神で行われた重賞の大阪杯に格上挑戦した。このときから騎手が福永祐一に替わる。競馬場への輸送に際して東日本大震災の影響を受け体重を大きく減らし、15頭立て8番人気の評価であったが、のちに天皇賞（春）を制することとなるヒルノダムールにハナ差の2着となった。その後疲れが出たものの立て直し、約2か月後に出走したエプソムカップでは5番手の好位に付け、2着に2馬身2分の1差、1番人気に応えての重賞初勝利となる。
4か月の休養を経て挑んだ毎日王冠では後方3番手の位置取りから進め、最後の直線で馬群をさばくのに手間取りながらも差しきり、重賞を連勝するとともに、東京競馬場での成績を5戦5勝とした。
迎えた天皇賞（秋）では2番人気に支持された。馬主の飯塚は福永の騎乗を希望していたが、福永がトゥザグローリーに騎乗する先約を優先したため、秋にふたたび短期免許で来たベリーが騎乗。中団から馬群を割って伸びたがトーセンジョーダンとの叩き合いに敗れ、2分の1馬身差の2着に終わる。

### 2012年（5歳）
緒戦の京都記念に1番人気で出走、中団追走から直線で懸命に末脚を伸ばすもののトレイルブレイザーの2着。3月31日のドバイデューティーフリーに出走、中団の外めを追走するが直線で伸びきれず9着に敗れた。帰国後8月19日の札幌記念に1番人気で出走、フミノイマージンの2着に敗れた。天皇賞（秋）は直線伸びるも4着に終わる。
続くジャパンカップは後方から猛然と追い上げ4着、有馬記念は中団追走も直線伸びを欠き6着に敗れ、国内で初めて掲示板を外した。

### 2013年（6歳）
この年は大阪杯から始動。果敢に2・3番手でレースを進めたが、直線伸びを欠きオルフェーヴルの5着に敗れた。
次走は自身初のマイル戦、安田記念に5番人気で出走したが、同じく別路線から参戦してきたロードカナロアらに差し切られ6着。
秋初戦の毎日王冠は末脚切れるも、前も止まらず5着、次走に天皇賞（秋）を予定していたが、調教中に側溝にはまり負傷し回避、マイルチャンピオンシップに矛先を向け出走したが、スライド出走が影響したか直線全く伸びずに16着と大敗した。

### 2014年（7歳）〜2015年（8歳）
この年の始動戦は中山記念。稍重の馬場も影響したかまたもや11着と二桁着順に大敗。続いて大阪杯で巻き返しを狙うも体調が整わないため回避、エプソムカップにスライド出走した。59kgを背負いながら久々に馬券圏内の3着と好走した。
続いて完全復調を目指し函館記念に出走。またもトップハンデ(58kg)を背負いながら、6月下旬に初来日したばかりの豪州の名手・ナッシュ・ローウィラーを背にラブイズブーシェから3/4馬身差の2着に入った。
秋は毎日王冠から始動。3年ぶりにフランシス・ベリーとコンビを組んだが12着に敗れた。続く天皇賞（秋）でもベリーとのコンビで挑んだが、直線で失速し10着に終わった。
その後も惨敗が続き2015年4月29日付けで競走馬登録を抹消、新潟競馬場にて乗馬となる。2016年に誘導馬デビューを果たした。

## 競走成績
| 競走日     | 競馬場 | 競走名           | 格       | 距離（馬場）  | 頭 数 | 枠 番 | 馬 番 | オッズ （人気） | 着順 | タイム （上り3F） | 着差     | 騎手           | 斤量 | 1着馬（2着馬）         |
| ---------- | ------ | ---------------- | -------- | ------------- | ----- | ----- | ----- | --------------- | ---- | ----------------- | -------- | -------------- | ---- | ---------------------- |
| 2010.04.24 | 東京   | 3歳未勝利        |          | 芝2000m（稍） | 11    | 6     | 7     | 02.6（1人）     | 1着  | 2:04.0（33.5）    | -0.2     | 内田博幸       | 56kg | （ゴートゥザミラノ）   |
| 0000.05.29 | 東京   | 3歳500万下       |          | 芝2000m（良） | 15    | 3     | 4     | 01.5（1人）     | 1着  | 2:01.3（33.9）    | -0.2     | 内田博幸       | 56kg | （シルクスチュアート） |
| 0000.08.15 | 札幌   | 支笏湖特別       | 1000万下 | 芝2600m（良） | 11    | 3     | 3     | 02.5（1人）     | 4着  | 2:40.4（36.3）    | -0.8     | D.ホワイト     | 54kg | ゴールデンハインド     |
| 0000.09.19 | 中山   | セントライト記念 | GII      | 芝2200m（良） | 17    | 6     | 12    | 10.5（6人）     | 5着  | 2:11.2（35.0）    | -0.3     | 四位洋文       | 56kg | クォークスター         |
| 2011.01.08 | 京都   | 許波多特別       | 1000万下 | 芝2200m（良） | 11    | 7     | 9     | 03.1（2人）     | 2着  | 2:13.4（34.7）    | -0.1     | F.ベリー       | 56kg | マイネルゴルト         |
| 0000.02.12 | 東京   | 調布特別         | 1000万下 | 芝2000m（稍） | 14    | 6     | 10    | 02.0（1人）     | 1着  | 2:01.8（33.9）    | -0.5     | F.ベリー       | 56kg | （サイレントメロディ） |
| 0000.04.03 | 阪神   | 大阪杯           | GII      | 芝2000m（良） | 15    | 7     | 13    | 40.2（8人）     | 2着  | 1:57.8（33.9）    | -0.0     | 福永祐一       | 57kg | ヒルノダムール         |
| 0000.06.12 | 東京   | エプソムC        | GIII     | 芝1800m（良） | 18    | 2     | 3     | 02.4（1人）     | 1着  | 1:47.3（35.0）    | -0.4     | 福永祐一       | 56kg | （エーブチェアマン）   |
| 0000.10.09 | 東京   | 毎日王冠         | GII      | 芝1800m（良） | 11    | 7     | 8     | 02.0（1人）     | 1着  | 1:46.7（32.7）    | -0.0     | 福永祐一       | 57kg | （リアルインパクト）   |
| 0000.10.30 | 東京   | 天皇賞（秋）     | GI       | 芝2000m（良） | 18    | 4     | 7     | 05.7（2人）     | 2着  | 1:56.2（34.7）    | -0.1     | F.ベリー       | 58kg | トーセンジョーダン     |
| 2012.02.12 | 京都   | 京都記念         | GII      | 芝2200m（良） | 9     | 1     | 1     | 02.4（1人）     | 2着  | 2:12.7（35.1）    | -0.3     | 福永祐一       | 57kg | トレイルブレイザー     |
| 0000.03.31 | UAE    | ドバイDF         | G1       | 芝1800m（Gd） | 15    | -     | 7     | 発売なし        | 9着  | 計測不可          | 計測不可 | 福永祐一       | 57kg | Cityscape              |
| 0000.08.19 | 札幌   | 札幌記念         | GII      | 芝2000m（良） | 14    | 3     | 4     | 01.7（1人）     | 2着  | 1:58.8（35.3）    | -0.1     | 福永祐一       | 57kg | フミノイマージン       |
| 0000.10.28 | 東京   | 天皇賞（秋）     | GI       | 芝2000m（良） | 18    | 7     | 13    | 05.3（4人）     | 4着  | 1:57.7（33.6）    | -0.4     | 福永祐一       | 58kg | エイシンフラッシュ     |
| 0000.11.25 | 東京   | ジャパンC        | GI       | 芝2400m（良） | 17    | 5     | 10    | 18.6（6人）     | 4着  | 2:23.5（32.8）    | -0.4     | M.デムーロ     | 57kg | ジェンティルドンナ     |
| 0000.12.23 | 中山   | 有馬記念         | GI       | 芝2500m（良） | 16    | 5     | 10    | 10.8（4人）     | 6着  | 2:32.5（35.9）    | -0.6     | R.ムーア       | 57kg | ゴールドシップ         |
| 2013.03.31 | 阪神   | 大阪杯           | GII      | 芝2000m（良） | 14    | 3     | 4     | 10.2（3人）     | 5着  | 1:59.5（33.9）    | -0.5     | 戸崎圭太       | 56kg | オルフェーヴル         |
| 0000.06.02 | 東京   | 安田記念         | GI       | 芝1600m（良） | 18    | 6     | 12    | 07.7（5人）     | 6着  | 1:31.9（33.9）    | -0.4     | 戸崎圭太       | 58kg | ロードカナロア         |
| 0000.10.06 | 東京   | 毎日王冠         | GII      | 芝1800m（良） | 11    | 1     | 1     | 06.7（3人）     | 5着  | 1:47.1（32.8）    | -0.4     | 戸崎圭太       | 56kg | エイシンフラッシュ     |
| 0000.11.17 | 京都   | マイルCS         | GI       | 芝1600m（良） | 18    | 7     | 15    | 19.7（9人）     | 16着 | 1:34.0（35.0）    | -1.6     | R.ムーア       | 57kg | トーセンラー           |
| 2014.03.02 | 中山   | 中山記念         | GII      | 芝1800m（稍） | 15    | 2     | 3     | 55.8（12人）    | 11着 | 1:51.1（36.7）    | -1.3     | 内田博幸       | 56kg | ジャスタウェイ         |
| 0000.06.15 | 東京   | エプソムC        | GIII     | 芝1800m（良） | 17    | 2     | 4     | 17.7（8人）     | 3着  | 1:46.4（33.7）    | -0.4     | 戸崎圭太       | 59kg | ディサイファ           |
| 0000.07.20 | 函館   | 函館記念         | GIII     | 芝2000m（良） | 16    | 5     | 9     | 13.7（8人）     | 2着  | 2:00.2（36.3）    | -0.1     | N.ローウィラー | 58kg | ラブイズブーシェ       |
| 0000.10.12 | 東京   | 毎日王冠         | GII      | 芝1800m（良） | 15    | 7     | 12    | 08.2（4人）     | 12着 | 1:45.8（33.9）    | -0.6     | F.ベリー       | 56kg | エアソミュール         |
| 0000.11.02 | 東京   | 天皇賞（秋）     | GI       | 芝2000m（良） | 18    | 3     | 6     | 88.1（12人）    | 10着 | 2:00.2（34.4）    | -0.5     | F.ベリー       | 58kg | スピルバーグ           |
| 0000.12.06 | 中京   | 金鯱賞           | GII      | 芝2000m（良） | 17    | 8     | 17    | 24.4（8人）     | 6着  | 1:59.4（34.7）    | -0.6     | R.ムーア       | 56kg | ラストインパクト       |
| 2015.01.25 | 中山   | AJCC             | GII      | 芝2200m（良） | 17    | 1     | 1     | 49.3（9人）     | 10着 | 2:14.2（34.5）    | -0.6     | F.ベリー       | 56kg | クリールカイザー       |

## 血統表
| ダークシャドウの血統             | ダークシャドウの血統                  | ダークシャドウの血統       | （血統表の出典）           | （血統表の出典） |
| 父系                             | サンデーサイレンス系                  | サンデーサイレンス系       | サンデーサイレンス系       | [ § 2 ]          |
| 父 ダンスインザダーク 1993 鹿毛  | 父の父*サンデーサイレンス 1986 青鹿毛 | Halo                       | Hail to Reason             | Hail to Reason   |
| 父 ダンスインザダーク 1993 鹿毛  | 父の父*サンデーサイレンス 1986 青鹿毛 | Halo                       | Cosmah                     |                  |
| 父 ダンスインザダーク 1993 鹿毛  | 父の父*サンデーサイレンス 1986 青鹿毛 | Wishing Well               | Understanding              | Understanding    |
| 父 ダンスインザダーク 1993 鹿毛  | 父の父*サンデーサイレンス 1986 青鹿毛 | Wishing Well               | Mountain Flower            |                  |
| 父 ダンスインザダーク 1993 鹿毛  | 父の母*ダンシングキイ 1983 鹿毛       | Nijinsky II                | Northern Dancer            | Northern Dancer  |
| 父 ダンスインザダーク 1993 鹿毛  | 父の母*ダンシングキイ 1983 鹿毛       | Nijinsky II                | Flaming Page               |                  |
| 父 ダンスインザダーク 1993 鹿毛  | 父の母*ダンシングキイ 1983 鹿毛       | Key Partner                | Key to the Mint            | Key to the Mint  |
| 父 ダンスインザダーク 1993 鹿毛  | 父の母*ダンシングキイ 1983 鹿毛       | Key Partner                | Native Partner             |                  |
| 母 *マチカネハツシマダ 1995 鹿毛 | 母の父Private Account 1976 鹿毛       | Damascus                   | Sword Dancer               | Sword Dancer     |
| 母 *マチカネハツシマダ 1995 鹿毛 | 母の父Private Account 1976 鹿毛       | Damascus                   | Kerala                     |                  |
| 母 *マチカネハツシマダ 1995 鹿毛 | 母の父Private Account 1976 鹿毛       | Numbered Account           | Buckpasser                 | Buckpasser       |
| 母 *マチカネハツシマダ 1995 鹿毛 | 母の父Private Account 1976 鹿毛       | Numbered Account           | Intriguing                 |                  |
| 母 *マチカネハツシマダ 1995 鹿毛 | 母の母Yousefia 1989 鹿毛              | Danzig                     | Northern Dancer            | Northern Dancer  |
| 母 *マチカネハツシマダ 1995 鹿毛 | 母の母Yousefia 1989 鹿毛              | Danzig                     | Pas de Nom                 |                  |
| 母 *マチカネハツシマダ 1995 鹿毛 | 母の母Yousefia 1989 鹿毛              | Foreign Courier            | Sir Ivor                   | Sir Ivor         |
| 母 *マチカネハツシマダ 1995 鹿毛 | 母の母Yousefia 1989 鹿毛              | Foreign Courier            | Courtly Dee                |                  |
| 母系(F-No.)                      | コートリーディー系(FN:A4)             | コートリーディー系(FN:A4)  | コートリーディー系(FN:A4)  | [ § 3 ]          |
| 5代内の近親交配                  | Northern Dancer 4×4=12.50%            | Northern Dancer 4×4=12.50% | Northern Dancer 4×4=12.50% | [ § 4 ]          |
| 出典                             | 1. 2. 3. 4.                           | 1. 2. 3. 4.                | 1. 2. 3. 4.                | 1. 2. 3. 4.      |

- 半兄に中央競馬で5勝を挙げオープン馬となったユノナゲット（父：フォーティナイナー）、シリウスステークス3着のチョイワルグランパ（父：マンハッタンカフェ）がいる[30]。いずれもダートに実績が偏っていた。また、半弟に絆カップ・北上川大賞典勝ち馬のナリタポセイドン（父：ハーツクライ）がいる[31]。
- 近親には以下の競走馬がいる。
  - 京都4歳特別2着、トパーズステークス勝ち馬のプレミアムサンダー
  - 阪神3歳牝馬ステークス馬のヤマニンパラダイスと、その仔で京成杯勝ち馬のヤマニンセラフィム
  - 皐月賞馬のノーリーズンと、その弟で重賞2勝のグレイトジャーニー